# 席爾瓦普拉納湖
46°26′56″N 9°47′33″E / 46.44889°N 9.79250°E

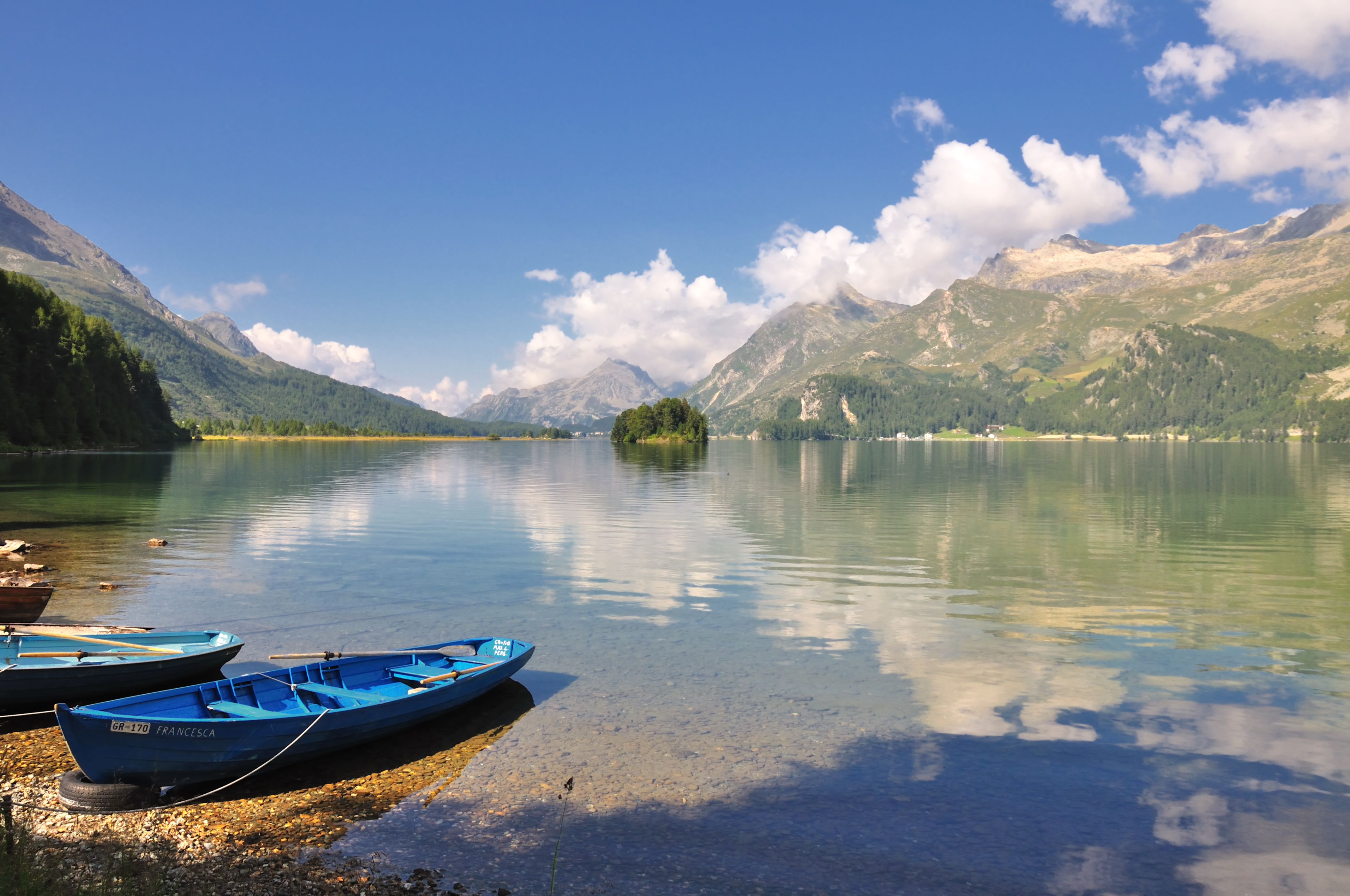

席爾瓦普拉納湖是瑞士的湖泊，位於該國東南部格勞賓登州，長3.1公里、寬1.4公里，面積2.7平方公里，集水區面積129平方公里，海拔高度1,790米，平均水深48米，最大水深77米，蓄水量0.14立方公里。

## 外部連結
- Waterlevels of Lake Silvaplana （页面存档备份，存于） at Silvaplana